# Lăpușna, Vijnița
Lăpușna, cunoscut și sub forma de Lopușna (în ucraineană Лопушна, transliterat Lopușna și în germană Lopuschna sau Lopuszna) este un sat în raionul Vijnița din regiunea Cernăuți (Ucraina), depinzând administrativ de comuna Șipotul pe Siret. Are 844 locuitori, preponderent ucraineni (huțuli).
Satul este situat la o altitudine de 552 metri, la izvoarele râului Siretul Mare, în partea de sud a raionului Vijnița. Împreună cu cei 240 de locuitori în cătunul Lecheci are o populație de 1.080 locuitori.

## Istorie

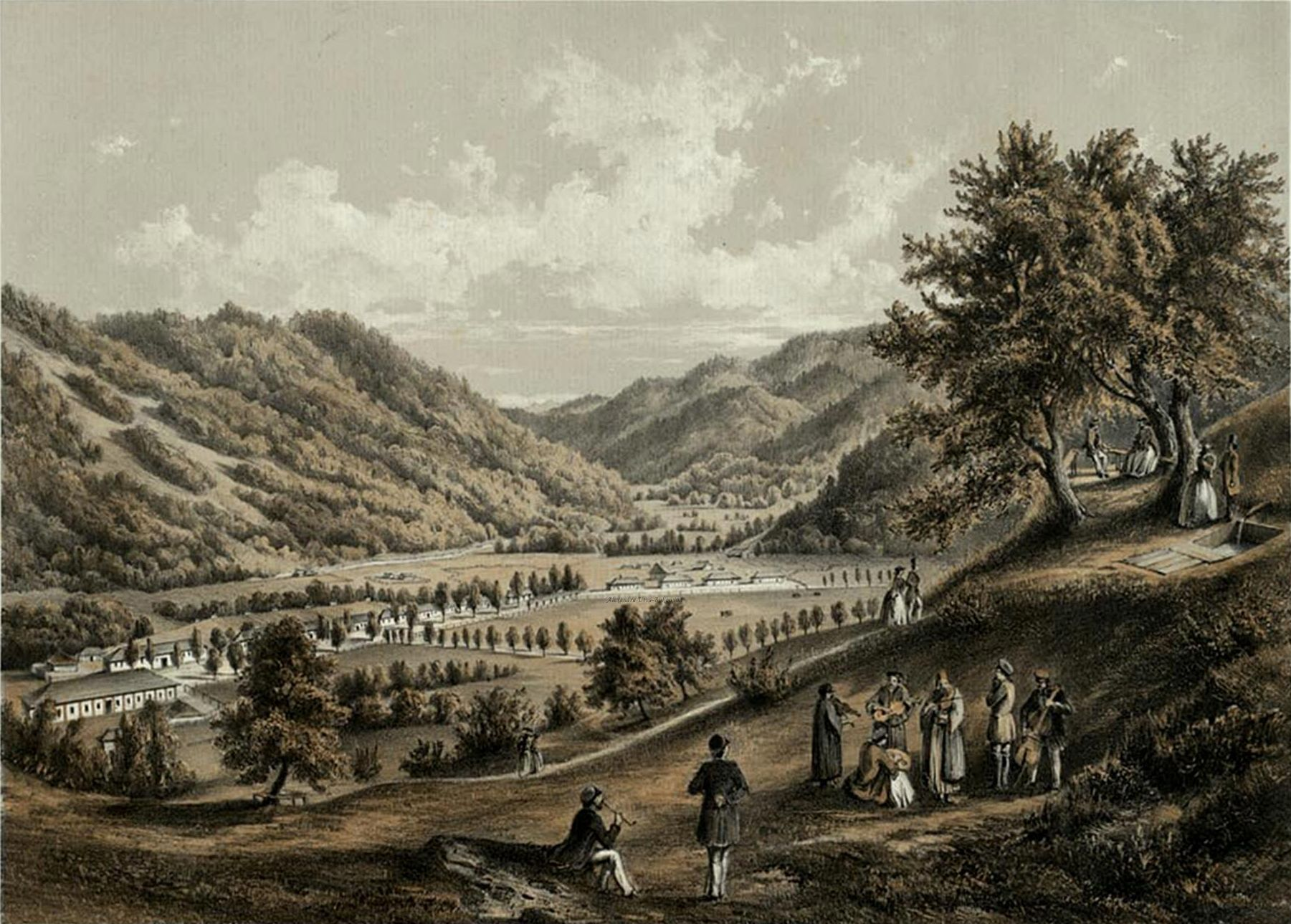
Bad Lopuszna, 1870

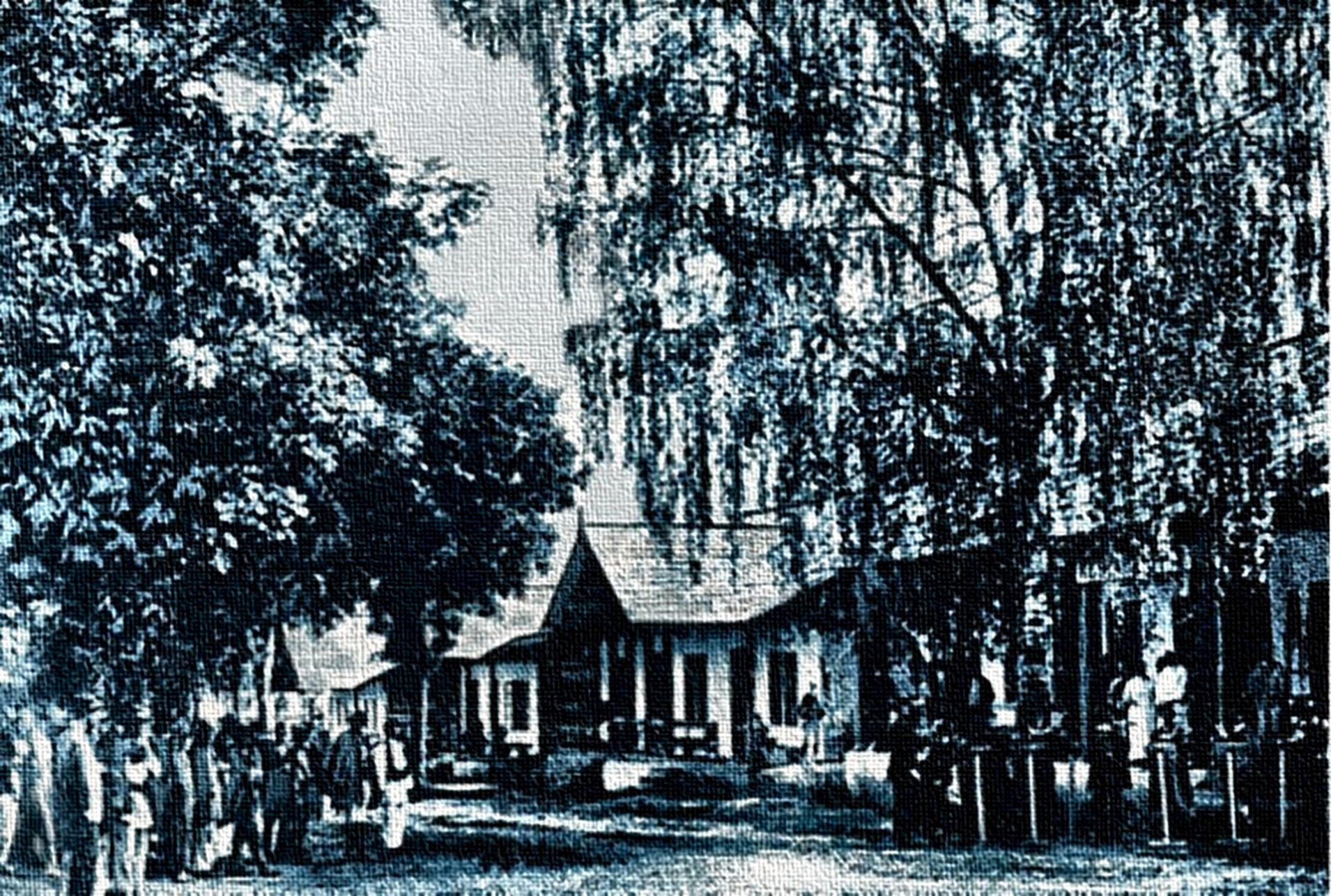
Lăpușna înainte de 1900

Localitatea Lăpușna a făcut parte încă de la înființare din regiunea istorică Bucovina a Principatului Moldovei. În ianuarie 1775, ca urmare a atitudinii de neutralitate pe care l-a avut în timpul conflictului militar dintre Turcia și Rusia (1768-1774), Imperiul Habsburgic (Austria de astăzi) a primit o parte din teritoriul Moldovei, teritoriu cunoscut sub denumirea de Bucovina. 
După anexarea Bucovinei de către Imperiul Habsburgic în anul 1775, localitatea Lăpușna a făcut parte din Ducatul Bucovinei, guvernat de către austrieci, făcând parte din districtul Vijnița (în germană Wiznitz). Dupa vizita desemnatului arheduce și pretendent al tronului Carol Ludovic al Austriei ca oaspetele al baronului Iordachi Wassilko de Serecki la Castelul Berhomet, a fost condus și la baia minerală. După ce prințul a permis, ca fântâna locala să poartă nume său (Carl-Ludwig-Brunnen),  reputația Lăpușnei a fost îmbunătățită enorm. Nepotul lui Iordachi, Gheorghe. a fost implicat semnificativ în construcția liniei de cale ferată Adâncata–Berhomet și Lăpușna fost conectată printr-o linie ferată de garare care a fost pusă în funcțiune la 15 noiembrie 1909. Până la primul război mondial, localitatea se numea Bad Lopuszna și era una din cele mai populare stațiuni balneare din Bucovina. Localitatea a fost parte a fideicomisului (1888) familiei Wassilko de Serecki.
După Unirea Bucovinei cu România la 28 noiembrie 1918, satul Lăpușna a făcut parte din componența României, în Plasa Răstoacelor a județului Storojineț. Stațiunea intră în declin după unire. 
Ca urmare a Pactului Ribbentrop-Molotov (1939), Bucovina de Nord a fost anexată de către URSS la 28 iunie 1940. Bucovina de Nord a reintrat în componența României în perioada 1941-1944, fiind reocupată de către URSS în anul 1944 și integrată în componența RSS Ucrainene. Stațiunea decade definitiv după anexarea ținutului de către URSS. 
Începând din anul 1991, satul Lăpușna face parte din raionul Vijnița al regiunii Cernăuți din cadrul Ucrainei independente. În ultimii ani, autoritățile locale și regionale întreprind acțiuni de revitalizare a industriei turismului în localitate, în special a turismului rural.
În prezent, satul are 844 locuitori, preponderent ucraineni.

## Demografie
Componența lingvistică a localității Lăpușna
     Ucraineană (99,64%)
     Alte limbi (0,36%)

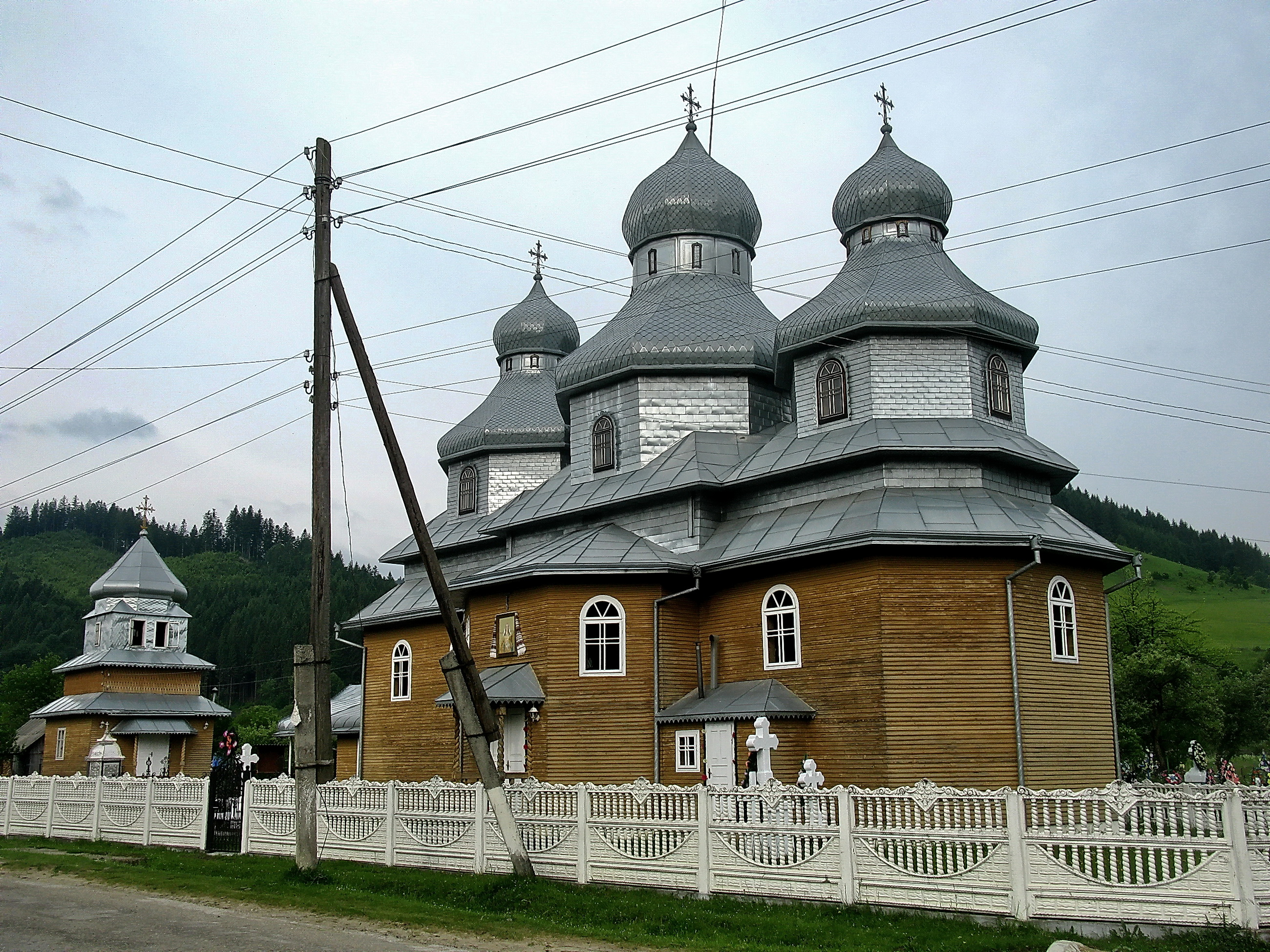
Biserica Sfânta Barbara din Lăpușna

Conform recensământului din 1989, numărul locuitorilor care s-au declarat români plus moldoveni era de 2 (2+0), adică 0,25% din populația localității, iar dupä unul din anul 2001, majoritatea populației localității Lăpușna era vorbitoare de ucraineană (99,64%), existând în minoritate și vorbitori de alte limbi.
1989: 789 (recensământ)
2007: 844 (estimare)